# Víctor Hugo Robles Fuentes
Víctor Hugo Robles Fuentes   (Santiago de Xile, 13 de febrer de 1969), també conegut com El Che dels gais, és un periodista, locutor de ràdio i activista gai xilè.

## Biografia
Va créixer a la comuna de Conchalí, essent el segon en una família de quatre fills, entre els quals el futbolista Héctor Robles. El seu pare era entrenador de la Unión El Cortijo i la seva mare era la dirigent de la barra brava. Va estudiar un any de Filosofia al barri de Playa Ancha de Valparaíso i després va estudiar Periodisme a la Universitat ARCIS de Santiago de Xile. Més endavant, va treballar com a responsable de l'editorial de la Universitat ARCIS i va ser president i secretari general del seu sindicat.
El 1992, es va sumar al Moviment d'Integració i Alliberament Homosexual (Movilh), després de conèixer l'organització a la seva primera manifestació pública. Uns anys després es va retirar del moviment acusant-lo de manca de representació de les lesbianes i dels transvestits a les eleccions.
El 15 de juny de 1993 es va estrenar el programa de ràdio Triángulo abierto a Radio Tierra, el qual tractava de temes per a la comunitat homosexual, del qual en va ser presentador durant els 14 anys de durada del programa. El 1994, als 25 anys, va adquirir VIH amb el seu «primer amor». El 1995, va liderar la campanya en contra de l'article 365 del Codi Penal, que sancionava la pràctica consentida de la sodomia entre adults. Militant del Partit Comunista de Xike durant anys, el 1999 va donar suport a la candidatura presidencial de Gladys Marín.
L'escriptor Pedro Lemebel, que va conèixer al Movilh, li va aconsellar de crear-se un personatge. El 28 de juny de 1997, va ser trobat el cos del Che Guevara a Bolívia (de qui havia pintat els llavis de vermell a la seva foto a la universitat), i el 4 de setembre de 1997 va crear el personatge del Che dels gais. La seva primera aparició va ser en un esdeveniment convocat per Vicente Ruiz i Patricia Rivadeneira contra la censura en una antiga discoteca al carrer San Diego: vestit amb una samarreta de la selecció xilena i una boina negra amb una estrella al centre, amb els cabells llargs i els llavis pintats, es va acostar a Rivadeneira que caminava vestida de drag king i li va abocar un bidó ple d'aigua a sobre.
El 2005, es va estrenar el documental El Che de los gays sobre la seva vida. Va ser presentat en diferents festivals com ara el Festival Internacional de Cinema de Viña del Mar, el Festival Internacional de Cinema de Valdivia i el Festival Internacional del Nou Cinema Llatinoamericà de l'Havana.
Va ser dels primers col·laboradors de l'agència de notícies Presentes, creada el 2016. El 2018 va reivindicar una major interseccionalitat: «a les marxes gais vaig poc perquè sento que un no és només homosexual, un també és feminista, també és maputxe, també és obrer, ecologista. O sigui que faig una encreuament de les lluites de la diversitat sexual amb les del moviment social». El mateix any va realitzar amb Florencia Doray i Constanza Valdivia la websèrie documental Siempre vivas, memorias del SIDA en Chile.
El 2023, va estrenar amb Carolina Espinoza el documental Las locas del 73, en el qual la Medallita, Marcela Dimonti, Brenda i Marco Ruiz van reviure la manifestació a la qual van participar el 22 d'abril de 1973 en contra de la discriminació social i la repressió policial, la qual es considera la primera manifestació LGBT a Llatinoamèrica.

## Obra publicada
- Bandera Hueca, Historia del movimiento homosexual en Chile, 2008, Colección Memorias Sociales, Editorial ARCIS/Editorial Cuarto Propio, ISBN 9789562604369
- El diario del Che Gay en Chile, agosto 2015, editorial Siempre Viva Ediciones, ISBN 9789569712005
- Sida en Chile Historias Fragmentadas, 2015, Amelia Donoso y Víctor Hugo Robles, Ocho Libros Editores, ISBN 9789569712012